# Peter Hawlina
Peter Hawlina, slovenski ekonomist, informatik in rodoslovec, * 9. avgust 1941, Zelena jama, Ljubljana.
Maturiral je leta 1959 na gimnaziji v Mostah, nato pa je doštudiral na Ekonomski fakulteti. Prejel je tudi Prešernovo priznanje za diplomsko delo Tehnični in organizacijski vidiki varnosti pri elektronski obdelavi . Od leta 1971 živi v Lipici pri Škofji Loki. 
Zaposlil se je pri jugoslovanskem zastopniku podjetja IBM in večino časa do leta 1997 delal kot sistemski inženir oz. informatik.
Leta 1990 je bil na listi DEMOS izvoljen za predsednika Skupščine Občine Škofja Loka.
Upokojil se je leta 1999 in se povsem posvetil rodoslovnemu delu. Leta 1995 je soustanovil Slovensko rodoslovno društvo s sedežem v Škofji Loki, ki izdaja časopis Drevesa; do leta 2018 je bil predsednik tega društva.